# Samfundstypologi
En samfundstypologi, også kaldet en samfundsdiagnose eller en samfundsmodel, er en måde at klassificere samfund. Med typologierne følger som regel et begreb, der ønsker at beskrive centrale træk i samfundet.:30  Samfundsklassificeringerne er ikke nødvendigvis gensidigt udelukkende, og det samme samfund kan således godt blive beskrevet med flere begreber på samme tid. Typologierne tager form i en trappestruktur, da der først og fremmest findes en række klassificeringer, der inddeler samfundene i tid. Eksempelvis er der inden for samfundsvidenskaben konsensus om inddelingen mellem det traditionelle, det moderne og det sen-/postmoderne samfund, selvom der er uenighed om det sidste begreb. Hvor det senmoderne samfund indikerer en ny form for modernitet, ligger det implicit i det postmoderne, at dette samfund må komme efter det moderne.
Under den tidslige inddeling kan forskellige samfund betegnes med forskellige begreber. For eksempel det senmoderne samfund klassificeres som krise- eller konkurrencesamfundet for at fremhæve et specifikt træk. Typologierne kan tage udgangspunkt i økonomiske forhold som i industrisamfundet, teknologiske forhold i netværkssamfundet, sociologiske forhold i det hyperkomplekse samfund, antropologiske forhold i jæger- og samlersamfundet eller politologiske forhold i velfærdssamfundet. De fleste klassifikationer betegner imidlertid samfundene med udgangspunkt i teorier og begreber fra flere samfundsvidenskaber. Det kan eksempelvis dreje sig om konkurrencesamfundet, der både er kendetegnet ved en særlig politisk styring af staten (politologi), statens konkurrence med andre stater (økonomi) og en udbredt konkurrencementalitet i samfundet (sociologi).
Brugen af samfundstypologier begrundes ofte med et ønske om fokus på én særlig kvalitet ved samfundet, man ønsker af fremhæve eller diskutere. Nogle klassifikationer er ment som mere eller mindre værdineutrale bud på inddelinger, mens andre rummer en eksplicit kritik. Sådanne typologier kaldes ofte også for samfundsdiagnoser og drager således paralleler til lægevidenskabens diagnosticering af sygdomme. Sygdomslignende forhold i samfund kaldes samfunds- eller sociale patologier.